# Quatuor pour piano et cordes no 1 de Fauré
Pour les articles homonymes, voir Quatuor pour piano et cordes.
Le Quatuor pour piano et cordes en ut mineur, op. 15, est le premier des deux quatuors pour piano, violon, alto et violoncelle de Gabriel Fauré. 

## Composition
Composé entre 1876 et 1879 et dédié au violoniste Hubert Léonard, ce quatuor est écrit peu après une période difficile pour le musicien, ce dernier s'étant fiancé, après une cour assidue, à Marianne Viardot, fille de Pauline Viardot, qui le délaisse au bout de quelques mois. L'œuvre est créée le 14 février 1880 à la Société nationale de musique à Paris (salle Pleyel) avec Ovide Musin au violon, Louis Van Waefelghem à l'alto, Ermanno Mariotti au violoncelle et le compositeur au piano,,.
Le finale a été réécrit par Fauré en 1883,. La création avec ce finale révisé se déroule le 5 avril 1884 à la Société nationale de musique avec Auguste Lefort, Jean Bernis, Jules Loeb et le compositeur.

## Structure
Le Quatuor est en quatre mouvements :
1. Allegro molto moderato (à 
), de forme sonate[4] ;
2. Scherzo : Allegro vivo (à 
, en mi bémol majeur), « plein de verve, d'humour »[4] ;
3. Adagio (à 
, en ut mineur), « d'une émouvante gravité »[4] ;
4. Finale : Allegro molto (à 
, en ut mineur, se termine en ut majeur), de forme sonate[6].

La durée d'exécution est environ d'une demi-heure.

## Analyse

### Allegro molto moderato
Le premier mouvement est d'une forme sonate traditionnelle mais s'ouvre par un thème noble d'aspect modal, joué d'abord forte par les cordes et scandés d'accords au piano. Un commentaire plus souple et chromatique est ensuite apporté par l'alto et le violoncelle. Le deuxième thème, joué dans la tonalité de mi bémol majeur se fait par un arpègement du piano auquel l'alto, le violon puis le violoncelle jouent successivement dans une atmosphère espressivo une phrase construite sur la simple alternance de deux notes conjointes en doubles croches. L'exposition se conclut par un retour du thème initial. Le développement de ce mouvement est vaste, avec près de deux cents mesures. Il transforme le thème principal de façon très poussée, par variation, étirement, modulation et renversement en miroir.  Le second thème n'apparaît que ponctuellement de façon contrapuntique. La réexposition, classique dans sa forme, est amenée par une brève strette. Une coda importante de vingt-huit mesures ramène le thème initial qui aboutit à un diminuendo évanescent.

### Scherzo: Allegro vivo
La forme de ce mouvement suit le schéma A-B-A-C-A, proche d'un rondo, où la partie C fait office de trio. Le thème principal est donné au piano, sur trois mesures, dans une atmosphère leggiero accompagné par des pizzicatos. Les cordes apportent ensuite une variation rythmique du thème. Selon Jean-Michel Nectoux, « c'est, retrouvée, la finesse des clavecinistes français du XVIIIe siècle, dans une atmosphère de sérénade où l'on pressent déjà Verlaine ». La section B est un développement libre avant la reprise. Dans le trio, les cordes en sourdines donnent un nouveau thème. C'est dans une longue phrase passionnée que se fait le retour du scherzo. Toujours selon Jean-Michel Nectoux, c'est « l'une des pages les plus achevées de Fauré » et de rajouter « par la séduction immédiate qu'il exerce, c'est l'une des clefs de son œuvre... Il annonce les scherzos de Quatuors à cordes de Debussy (1893) et de Ravel (1902) ».

### Adagio
Le premier thème de l'adagio se fait sur une amplification d'un court motif ascendant par les cordes qui répondent aux accords du piano. Il y a un bref moment d'éclaircissement dans la tonalité de ré bémol majeur (napolitaine du ton principal) ne dissipe cependant pas la mélancolie et l'angoisse du début. C'est le violon qui introduit le second thème en la bémol majeur qui a une parenté lointaine avec le premier thème, mais dans une atmosphère beaucoup plus sereine, où l'accompagnement est balancé à la façon d'une barcarolle. Le lyrisme se développe jusqu'à un forte qui précède la reprise. La coda conduit d'ut mineur à sol mineur aux cordes tandis que le piano reprend le second thème qui se dilue en accords arpégés.

### Finale: Allegro molto
Le Finale est de forme sonate claire. Le piano expose le rythme pointée du premier thème. Sur ce rythme se jettent les cordes qui se poursuivent les unes les autres en allant vers l'aigu. C'est sur un passage plus lyrique que s'installe la tonalité de mi bémol majeur. Après un grand crescendo d'ensemble, le second thème, plus serein, est joué par l'alto et amplifié par le piano. Le développement est très modulant. La réexposition est parsemée d'accords syncopés, de silences, de cadences et d'enchaînements libres de dominantes. La grande coda, d'une longueur de soixante-dix mesures, arrive enfin dans la tonalité de do majeur, et combine en contrepoint les deux thèmes exposés avant de ne garder que le premier.

## Réception
Pour Émile Vuillermoz, dans ce Premier Quatuor avec piano, comme dans le Second Quatuor et dans les deux Quintettes avec piano, « la flexibilité de leur écriture pianistique est prodigieuse. Enveloppés par les arpèges, les accords et les traits insinuants du clavier, les archets tissent à l'aise leur trame serrée et homogène, que le piano incruste de perles de cristal. Fauré obtient ainsi une étoffe d'une richesse et d'une somptuosité rares ». 
L'œuvre est jouée en février 1920 à la salle Gaveau par le Quatuor tchèque, composé de Karel Hoffmann, Josef Suk, Jiří Herold (cs) et Hanuš Wihan. La partie de piano était tenue par Blanche Selva.